# Naheleg
Naheleg är en ö i Eritrea. Den ligger i den nordöstra delen av landet, 160 km nordost om huvudstaden Asmara. Arean är 35 kvadratkilometer.
Terrängen på Naheleg är mycket platt. Öns högsta punkt är 20 meter över havet. Den sträcker sig 12,1 kilometer i nord-sydlig riktning, och 8,3 kilometer i öst-västlig riktning.